# Catolicisme a Angola
L'Església Catòlica a Angola és part de l'Església Catòlica universal, sota la direcció espiritual de la Papa a Roma. Hi ha més de 8,6 milions catòlics al país que representa més del 53% de la població total.

## Història
El 1506 es va constituir el primer regne cristià al sud del Sàhara a les terres evangelitzades pels portuguesos. El fundador i primer rei, va ser Mvemba a Nzinga, batejat com Afonso I, que va viure fins al 1543. El regne, format per població bantu amb emigrants portuguesos, es va mantenir fins a finals del segle xviii.
L'Església catòlica a Angola ha rebut en visita pastoral dos pontífexs: Joan Pau II en 1992 i Benet XVI en 2009.

## Organització eclesiàstica
L'Església catòlica està present al territori amb 5 metròpolis i 14 diòcesis sufragànies:
- Arquebisbat de Luanda, del qual depenen les diòcesis de:  Cabinda,  Caxito, Mbanza Congo, Sumbe i Viana
- Arquebisbat de Huambo, del qual depenen les diòcesis de: Benguela i Kwito-Bieé;
- Arquebisbat de Lubango, del qual depenen les diòcesis de: Menongue, Namibe i Ondjiva;
- Arquebisbat de Malanje, del qual depenen les diòcesis de: Ndalatando i Uíje;
- Arquebisbat de Saurimo, del qual depenen les diòcesis de: Dundo i Lwena.

## Estadístiques
L'Església catòlica a Angola gestiona:
- 453 escoles amb 211.000 estudiants,
- 23 hospitals i 269 consultoris externs,
- 4 leproseries,
- 45 orfenats,
- 37 Consultors familiars.

Té aproximadament 8.600.000 batejats amb una població de 16 milions, o el 53,7 per cent. La confessió catòlica és, per tant, la majoria del país. Hi ha 27 bisbes i 443 sacerdots diocesans, a més de 351 religiosos. Els professors religiosos són 2.178 i també hi ha 1.031 seminaristes menors i 1.236 majors

## Nunciatura apostòlica
La delegació apostòlica d'Angola va ser establerta el 25 de febrer de 1975 amb el breu apostòlic Quoniam Romano del Papa Pau VI apostolat i elevada al rang de nunciatura apostòlica el 8 de juliol 1997 amb el breu apostòlic Ad plenius confirmandas del Papa Joan Pau II.

### Delegats apostòlics
- Giovanni De Andrea † arquebisbe titular de Acquaviva (14 d'abril de 1975 - 26 de gener de 1983 nomenat pro-nunci apostòlic a Iran)
- Fortunato Baldelli † arquebisbe titular de Bevagna (12 de febrer de 1983 - 20 d'abril de 1991 nomenat nunci apostòlic a la República Dominicana)
- Félix del Blanco Prieto, arquebisbe titular de Vannida (31 de maig de 1991 - 4 de maig de 1996 nomenat nunci apostòlic a Camerun)
- Aldo Cavalli, arquebisbe titular de Vibo Valentia (2 de juliol de 1996 – 1 de setembre de 1997 nomenat nunci apostòlic)

### Nuncis apostòlics
- Aldo Cavalli, arquebisbe titular de Vibo Valentia (1 de setembre de 1997 - 28 de juny de 2001 nomenat nunci apostòlic a Xile)
- Giovanni Angelo Becciu, arquebisbe titular de Roselle (15 d'octubre de 2001 - 23 de juliol de 2009 nomenat nunci apostòlic a Cuba)
- Novatus Rugambwa, arquebisbe titular de Tagaria (20 de febrer de 2010 - 5 de març de 2015 nomenat nunci apostòlic a Honduras)
- Petar Rajič, arquebisbe titular de Sarsenterum, des del 15 de juny de 2015

## Conferència episcopal
Els bisbes angolesos formen part de la Conferència Episcopal d'Angola i São Tomé (Conferência Episcopal de Angola e São Tomé, CEAST).
La CEAST és membre de l' Inter-Regional Meeting of Bishops of Southern Africa (IMBISA) i del Symposium of Episcopal Conferences of Africa and Madagascar (SECAM).
Els presidents de la Conferència han estat:
- Manuel Nuñes Gabriel, arquebisbe de Luanda (1967 – 1975)
- Eduardo André Muaca, arquebisbe de Luanda (1975 – 1982)
- Manuel Franklin da Costa, arquebisbe de Huambo i de Lubango (1982 – 1990)
- Alexandre do Nascimento, cardenal arquebisbe de Luanda (1990 – 1997)
- Zacarias Kamwenho, arquebisbe de Lubango (1997 – 2003)
- Damião António Franklin, arquebisbe de Luanda (octubre 2003 – 20 novembre 2009)
- Gabriel Mbilingi, arquebisbe de Lubango C.S.Sp., (20 novembre 2009 - 9 novembre 2015)
- Filomeno do Nascimento Vieira Dias, arquebisbe de Luanda, des del 9 novembre 2015

Vicepresidents de la Conferència:
- José Manuel Imbamba, arquebisbe de Saurimo, des del 9 novembre 2015